# Троице-Измайловский собор
Тро́ице-Изма́йловский собо́р (Свя́то-Тро́ицкий Изма́йловский собо́р, Собо́р Свято́й Живонача́льной Тро́ицы лейб-гва́рдии Изма́йловского полка́) — православный храм в Адмиралтейском районе Санкт-Петербурга, на углу Троицкого и Измайловского проспектов.
Относится к Санкт-Петербургской епархии РПЦ, входит в состав Адмиралтейского благочиннического округа. Настоятель — митрофорный протоиерей Геннадий Бартов.

## История
Во времена Петра I на этом месте стояла деревянная часовня.

### Первые храмы
Первый, походный, храм лейб-гвардии Измайловского полка был освящён 12 (23) июля 1733 года, вскоре после прибытия полка в Санкт-Петербург. Походный храм-шатёр устанавливался в летний период ближе к устью Фонтанки, в деревне Калинкиной. В церкви находились иконы, написанные иконописцем Адольским (Одольским). Зимой чины полка молились в приходских храмах. После перемещения полка выше по реке, в 1742 году храм был перенесён в деревянную казарму. После очередного переноса, он был заново освящён 8 (20) ноября 1813 года и получил новый иконостас.
1 (12) июля 1754 года епископом Сильвестром (Кулябкой) был заложен новый деревянный пятиглавый храм с приделом мученика Иоанна Воина, освящённый 1 (12) июня 1756 года. Образцом для строительства храма была церковь в имении духовника императрицы Елизаветы Петровны протоиерея Дубянского Керстово. Образа для храма были написаны М. Л. Колокольниковым. В церкви находились золочёные серебряные сосуды, подаренные императрицей, а также покровцы, вышитые ею.
Богослужения в церкви совершались только в летний период, поскольку храм был холодным. Зимой службы проходили в храме, устроенном в казармах. Церковь сильно пострадала во время наводнения в 1824 году, в храме «вода стояла на три аршина».

### Собор
После наводнения архитектору Стасову было предложено разработать проект нового каменного храма. При этом образцом должна была оставаться старая деревянная церковь.

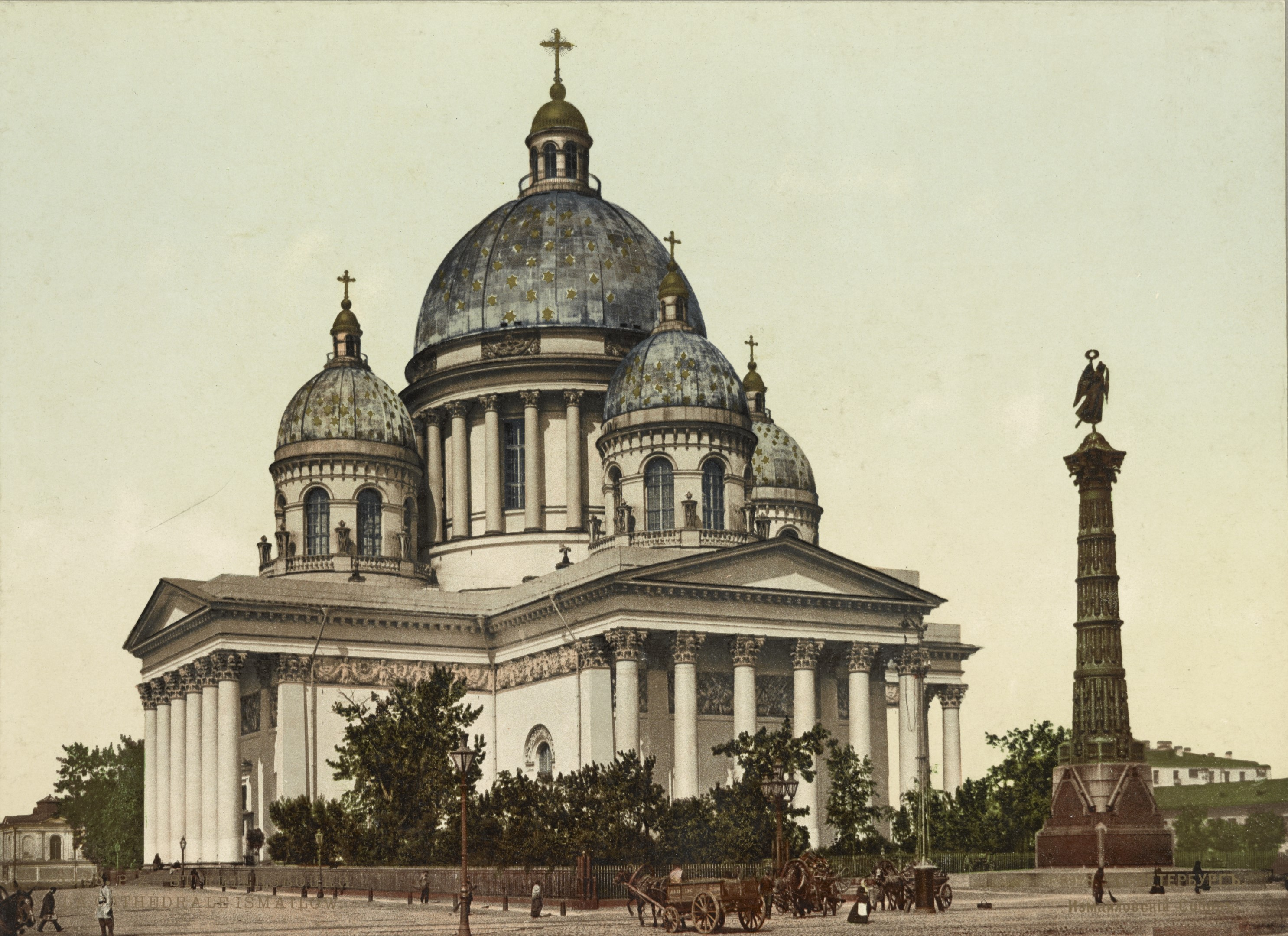
Измайловский собор в 1896 году

Закладку нового храма совершил 25 мая 1828 года митрополит Серафим (Глаголевский). На торжестве присутствовали императрица Мария Фёдоровна и цесаревич Александр Николаевич. Строительство осуществлялось на личные средства императора Николая I и казённые деньги. Стоимость возведения собора составила 3 млн рублей. Через четыре года здание было вчерне готово и началась внутренняя отделка. В процессе строительства приходилось восстанавливать сорванный 7 марта 1834 года бурей купол и переписывать некоторые образа.
25 мая (6 июня) 1835 года митрополит Московский Филарет (Дроздов) торжественно освятил храм.
В соборе 27 февраля 1867 года состоялось венчание Ф. М. Достоевского с А. Г. Сниткиной, а 18 ноября 1894 года — отпевание А. Г. Рубинштейна.
При храме действовало благотворительное общество, имевшее в своём распоряжении богадельню, приют и бесплатные квартиры. В 1912 году было основано Братство православного воспитания детей.
С июля 1922 года по 1924 год причт собора примыкал к «обновленцам».
В 1928—1938 годах был кафедральным собором митрополитов ленинградских Серафима (Чичагова) и Алексия (Симанского).
Собор был закрыт 22 апреля 1938 года. Предполагался его снос или перестройка в городской крематорий. Здание храма пострадало во время Великой Отечественной войны. В 1952—1953 и 1966—1967 годах была осуществлена реставрация внешнего вида. В самом здании находился склад.
Возвращён Русской православной церкви в 1990 году. В 2004 году реставрация была возобновлена.

### Восстановление собора после пожара 2006 года

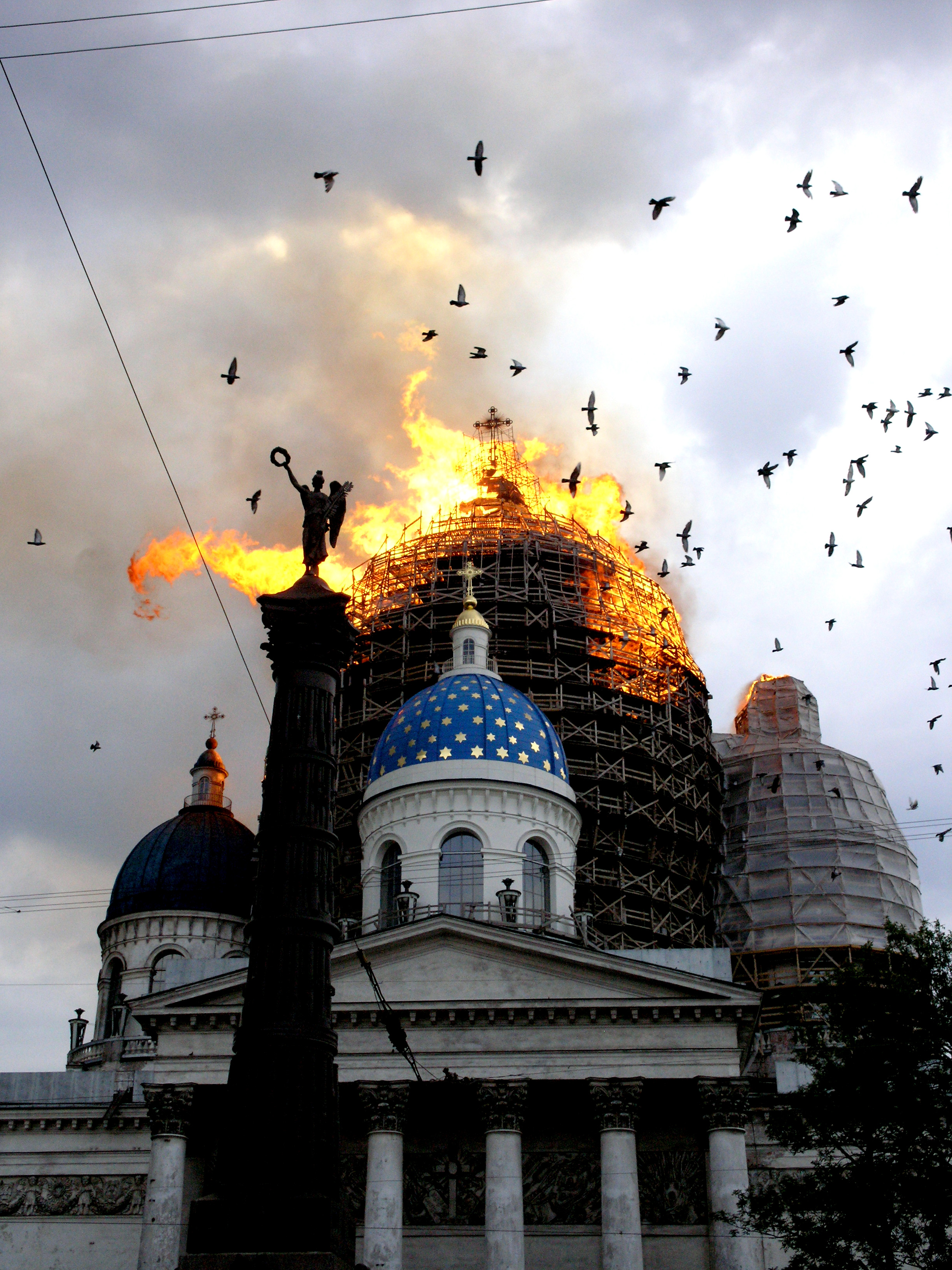
Пожар на куполе Троице-Измайловского собора, 24 августа 2006

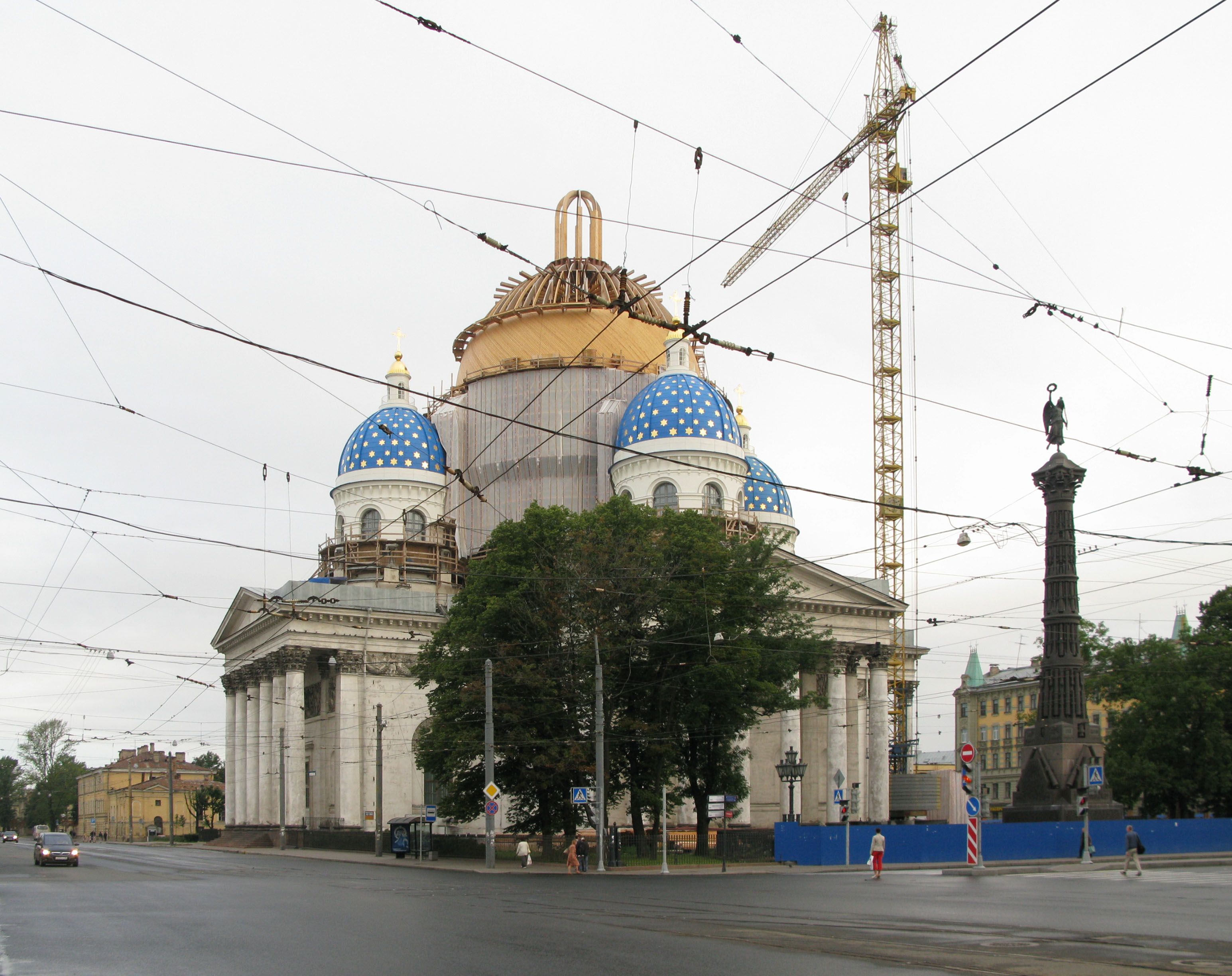
Восстановление, август 2008

25 августа 2006 года произошло возгорание строительных лесов, установленных для реставрации купола собора, переросшее в сильный пожар. В результате пожара произошло обрушение внешних конструкций большого купола собора на внутренний свод. От огня пострадали также два малых купола, уже отреставрированных к июню 2006 года. Эвакуация прихожан, присутствовавших на богослужении, проходившем в это время, и церковных ценностей прошла успешно, пострадавших не было; однако была полностью уничтожена деревянная конструкция купола, простоявшая более 170 лет. Митрополит Владимир (Котляров) заявил, что убеждён в преднамеренном поджоге храма и что у церкви есть доказательство этому. Следствие по делу о пожаре за 7 лет так и не доведено до конца, но версия о поджоге не подтвердилась.
В том же году стало известно, что папа Бенедикт XVI пожертвовал 10 тысяч евро на восстановление пострадавшего от пожара собора.
9 июля 2007 года правительство Санкт-Петербурга выделило 58 млн рублей на реставрацию малых куполов собора (не тронутых огнём). 18 июля 2007 года губернатору была представлена концепция восстановления сгоревшего большого купола собора по технологии «клеёный брус», разработанной компанией «ТВТ Стройинвест», каркас был изготовлен из клеёной древесины хвойных пород и покрыт огнеустойчивым составом.
Предполагалось, что восстановление купола потребует 120 млн рублей; реставрация фасадов собора — не менее 1 млрд рублей; замена инженерных коммуникаций, разработка проектной документации и установка пожарной сигнализации — 356 млн рублей. Генеральный подрядчик воссоздания главного купола — московская компания «ТВТ Стройинвест» (президент — доктор технических наук, заслуженный строитель России Л. В. Шумилов), работающая совместно с Центральным научно-исследовательским институтом строительных конструкций, монтажные работы выполнялись петербургскими строителями.
В конце 2007 года были завершены работы на малом северном куполе и ликвидация последствий пожара. В главном куполе собора были проведены подготовительные работы, монтаж конструкций из клеёного бруса, которые стали основой главного купола.

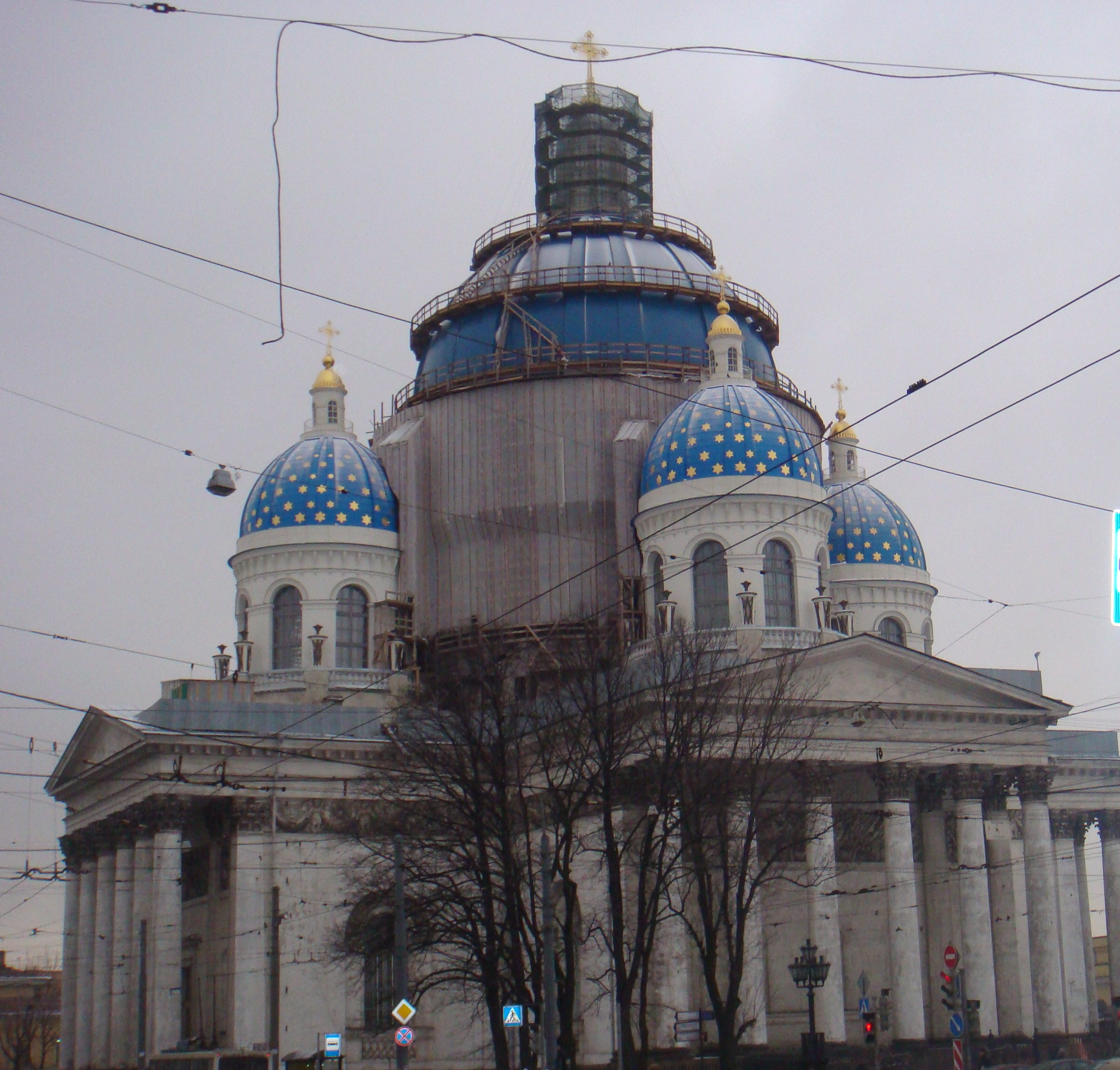
Собор со смонтированным главным куполом и крестом над ним. Март 2009

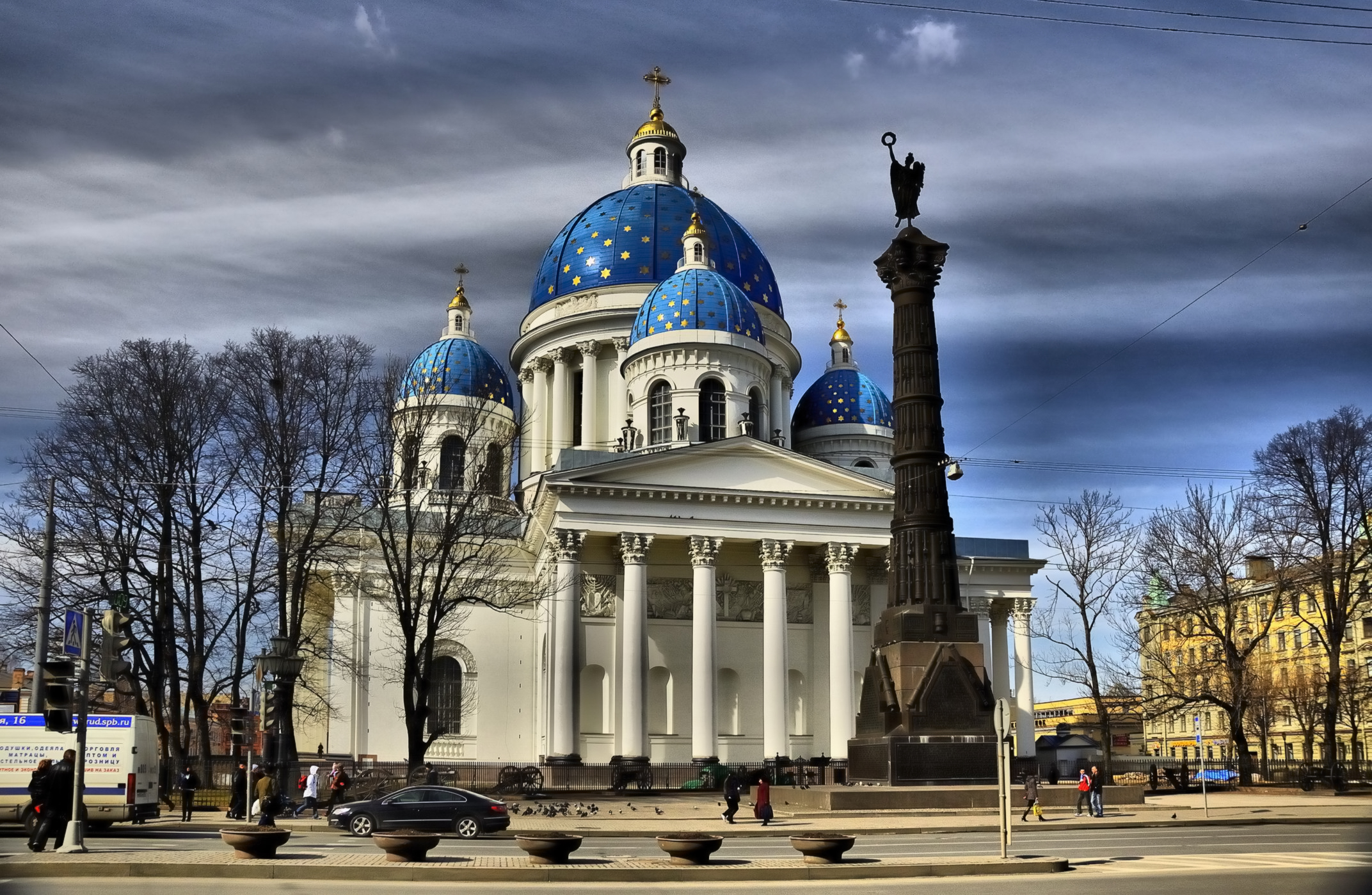
Троице-Измайловский собор. Сентябрь 2011 года

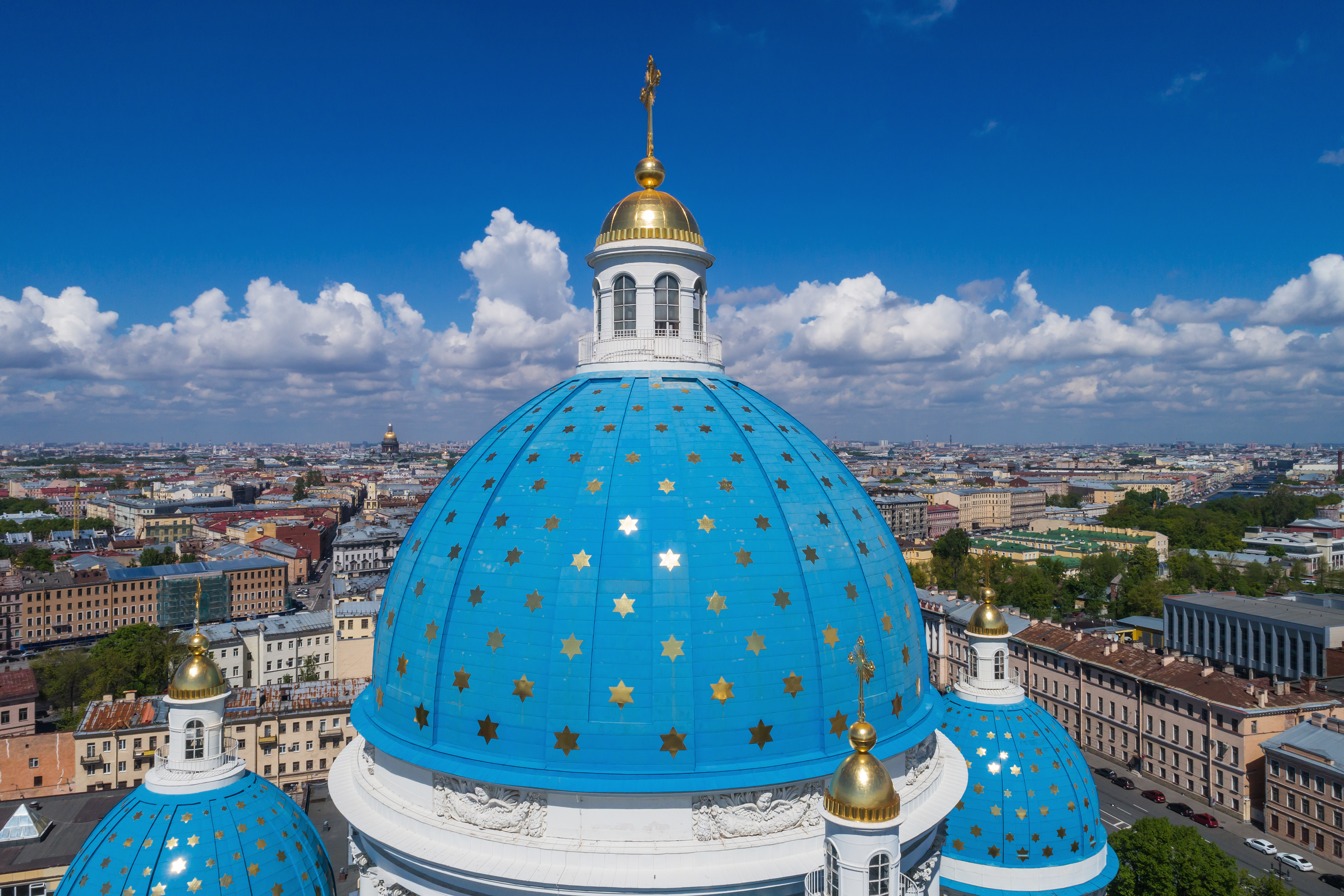
Восстановленный главный купол, 2017 год

Весной 2008 года началась роспись храма. В 2008 году приступили к воссозданию элементов главного иконостаса. В основу проекта легли архивные фотографии внутреннего убранства, чертежи, а также материалы, полученные от КГИОП Администрации Санкт-Петербурга: графический проект рамы центрального образа, модуль воссозданного по фото цветочного венка из гипса и чудом уцелевшие резные деревянные гирлянды.
В течение 2008 года производился монтаж каркаса центрального купола собора. 9 октября 2008 года состоялся чин освящения креста и его установка на центральный купол. Реставрация завершилась 11 января 2017 года.

## Архитектура, убранство
Крестообразный в плане каменный собор увенчан мощным пятиглавием. Храм построен в стиле ампир. На время освящения собор являлся крупнейшим в России. Высота составляет 80 метров. Вмещает более 3000 человек.
Купола расписаны золотыми звёздами по голубому фону по личному указанию Николая I, данному в 1826 году, купола должны быть выкрашены наподобие куполов Архангельского собора в Москве и Тверского в Твери.
Фасады собора оформлены шестиколонными портиками коринфского ордера со скульптурным фризом. В нишах портиков находятся бронзовые фигуры ангелов работы скульптора Гальберга. Над фризом также работал И. Леппе.
Интерьер украшен 24 коринфскими колоннами. Пилястры покрыты белым искусственным мрамором. Роспись собора производили художники Травин и Медведев.
Полукруглый иконостас, выполненный в мастерской А. Тарасова, оформлен коринфскими колоннами и композиционно образует единое целое с надпрестольной сенью. Образа были написаны В. К. Шебуевым, А. И. Ивановым, А. Е. Егоровым, Н. А. Майковым и В. К. Сазоновым.
В 1872 году из Исаакиевского собора были переданы образа работы Т. А. Неффа и Дж. Бузато. В соборе почиталась икона «Успение Пресвятой Богородицы».
Иконы для боковых приделов были переданы из прежнего храма. Из первоначальной церкви были также переданы атласный иконостас И. Г. Адольского, иконы «Христос — Великий Архиерей» и «Воскресение Христово» (1738 года) с частицей мощей.
На стенах собора висели трофейные турецкие знамёна, захваченные в ходе русско-турецкой войны 1877—1878 годов, знамёна полка. В 1836 году в стены собора были вмонтированы белые мраморные доски с именами офицеров полка, погибших в сражениях при Аустерлице, Фридланде, Бородине и Кульме. В витринах хранились ключи от крепостей Карса, Баязета, Лемотика, Никополя, Адрианополя и других городов, а также мундиры августейших шефов.
К освящению собора Николаем I были подарены яшмовые сосуды в золотой оправе и яшмовая дарохранительница в виде храма с колоннами из розового агата.
В храме находилась трёхъярусная бронзовая люстра весом около 5 тонн, изготовленная в 1865 году («утилизирована» при закрытии собора в 1938 году).
Измайловский собор имеет подсобные помещения в подземном этаже, которые к 1990 году были затоплены водой. После проведения поэтапной реконструкции, был устроен зал, который получил название «Славянский». Зал расписан художниками творческой мастерской Владимира Куликова. Его зрительным и смысловым центром является образ Господа Вседержителя, выполненный в мозаичной мастерской Екатерины Огородниковой.

### Территория собора

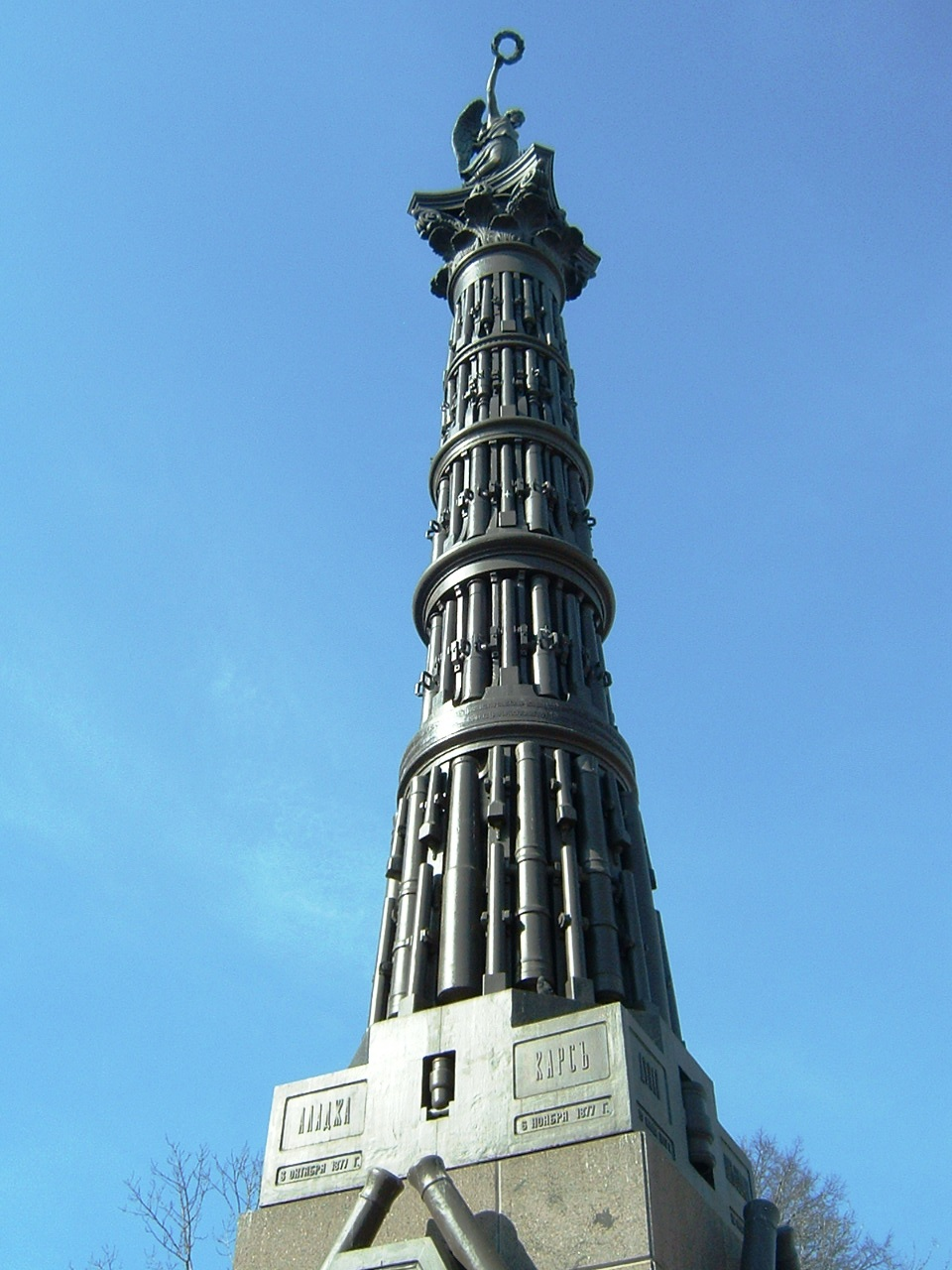
Колонна Славы (восстановлена в 2005 году), 2006 год

В память Русско-турецкой войны 1877—1878 годов 12 (24) октября 1886 года у здания собора был открыт Памятник Славы, созданный по проекту Д. Гримма из 108 трофейных турецких пушек, составленных в пять ярусов. Колонну венчает фигура Славы работы П. И. Шварца. На гранитном пьедестале были укреплены бронзовые доски с перечислением сражений и полков, участвовавших в войне. В 1925 году предполагалось заменить памятник на монумент декабристам. В январе 1930 года он был отправлен на переплавку, в 1969 году перед собором был установлен бюст В. П. Стасова работы скульптора Литовченко. В 2005 году памятник архитектору был демонтирован, а Колонна Славы — восстановлена.
В 1894—1895 годах напротив храма на добровольные пожертвования офицеров Измайловского полка и именитых прихожан по проекту С. П. Кондратьева в память двух чудесных избавлений от смерти — спасения императорской семьи во время крушения поезда в Борках в 1888 году и спасения будущего императора Николая II в Японии была выстроена в ампирном стиле часовня Святого Александра Невского. Высокий купол был выкрашен в голубой цвет и украшен золотыми звёздами. Белый позолоченный иконостас часовни был вырезан П. С. Абросимовым, иконы написал И. А. Тюрин. Часовня была закрыта в 1924 году, с 1925 года в здании размещался ларёк, с 1930-го — кафе, с 1937-го — пивной ларёк. В годы Великой Отечественной войны снарядом был сбит купол, а затем в ней размещалась торговая точка и склад. Работы по восстановлению начались в августе 1998 года, а 26 ноября её освятил митрополит Владимир (Котляров). Витраж и реставрация лепки выполнены творческой мастерской художника Владимира Куликова.

## Приход

### Духовенство
| Настоятели храма за всю историю                       | Настоятели храма за всю историю                               |
| Даты                                                  | Настоятель                                                    |
| ----------------------------------------------------- | ------------------------------------------------------------- |
| 1730 — 6 (17) января 1731                             | священник Илия Ксенофонтов (…-1731)                           |
| март — 20 июня (1 июля) 1731                          | священник Иродионов                                           |
| 1731 — февраль 1732                                   | иеромонах Мамонт (Стрельбицкий)                               |
| 25 сентября (6 октября) 1732 — до февраля 1733        | священник Иоанн Мартьянов                                     |
| 11 (22) марта 1733 — 1734                             | священник Георгий Моисеев                                     |
| 1734—1737                                             | священник Иоанн Георгиев                                      |
| 1737 — 6 (17) мая 1744                                | священник Симеон Ушкалевич (…-1744)                           |
| 1744 — 1 (12) января 1776                             | священник Алексий Михайлович Гусев (…-1776)                   |
| 1776—1781                                             | священник Георгий Михайлов ?                                  |
| 1781—1799                                             | священник Прохор Игнатьев ?                                   |
| 1799—1815                                             | протоиерей Пётр Мануилович Лебедев (1764—1821)                |
| 1815 — 24 декабря 1825 (5 января 1825)                | протоиерей Пётр Антониевич Громов                             |
| 1825—1828                                             | протоиерей Феодор Димитриевич Раевский                        |
| 14 апреля 1828—1855                                   | протоиерей Иоанн Антипович Назоров (1784—1855)                |
| 1856—1867                                             | протоиерей Василий Григорьевич Коссович-Динарский (1812—1888) |
| 1867—1868                                             | протоиерей Иоанн Архипович Зиновьевский                       |
| 1868—1871                                             | …                                                             |
| 29 сентября (11 октября) 1871 — 3 (15) июня 1872      | протоиерей Лев Алексиевич Ляшкевич (1817—1874)                |
| 1872 — 15 (27) апреля 1873                            | священник Иоанн Архипович Зряхов (…-1873)                     |
| 16 (28) апреля 1873 — 21 августа (3 сентября) 1906    | протоиерей Николай Николаевич Наумов (1828—1916)              |
| 21 августа (3 сентября) 1906 — 26 апреля (8 мая) 1907 | протоиерей Сергий Александрович Соллетинский (1846—1920)      |
| 26 апреля (8 мая) 1907 — 16 (29) января 1909          | протоиерей Пётр Васильевич Троицкий (1850 — после 1917)       |
| 1909 — июнь 1911                                      | протоиерей Иоанн Иоаннович Невдачин                           |
| июнь 1911—1919                                        | протоиерей Василий Николаевич Грифцов (1868—1918)             |
| июль 1919 — 31 мая 1922                               | протоиерей Михаил Павлович Чельцов (1870—1931)                |
| июнь 1922 — 26 апреля 1923                            | протоиерей Павел Порфириевич Чуев (1889 — после 1926)         |
| 26 апреля 1923 — 11 мая 1923                          | протоиерей Сергий Александрович Трудов (1882—1937)            |
| 11 мая 1923—1924                                      | протоиерей Николай Николаевич Соколов                         |
| декабрь 1924 — январь 1929                            | протоиерей Николай Павлович Флоровский                        |
| январь 1929 — 11 марта 1935                           | протоиерей Леонид Константинович Богоявленский (1871—1937)    |
| март 1935 — декабрь 1935                              | протоиерей Пётр Васильевич Пеньковский                        |
| 26 декабря 1935 — 24 марта 1938                       | протоиерей Михаил Владимирович Славнитский (1887—1985)        |
| 1938—1990                                             | собор не действовал                                           |
| 11 декабря 1990 — 14 августа 1991                     | протоиерей Стефан Ильич Дымша (1937—1994)                     |
| 20 августа 1991 — 20 февраля 1994                     | протоиерей Сергий Иоаннович Чевяга (1947—1997)                |
| 21 февраля 1994 — 15 ноября 1994                      | протоиерей Стефан Ильич Дымша (1937—1994)                     |
| 18 ноября 1994 — 23 ноября 1994                       | протоиерей Николай Викторович Шорохов (1945—2023)             |
| 24 ноября 1994 — 6 апреля 1996                        | протоиерей Владимир Владимирович Макаревич (1938—2020)        |
| 6 апреля 1996 — настоящее время                       | протоиерей Геннадий Борисович Бартов (род. 1952)              |

### Традиции

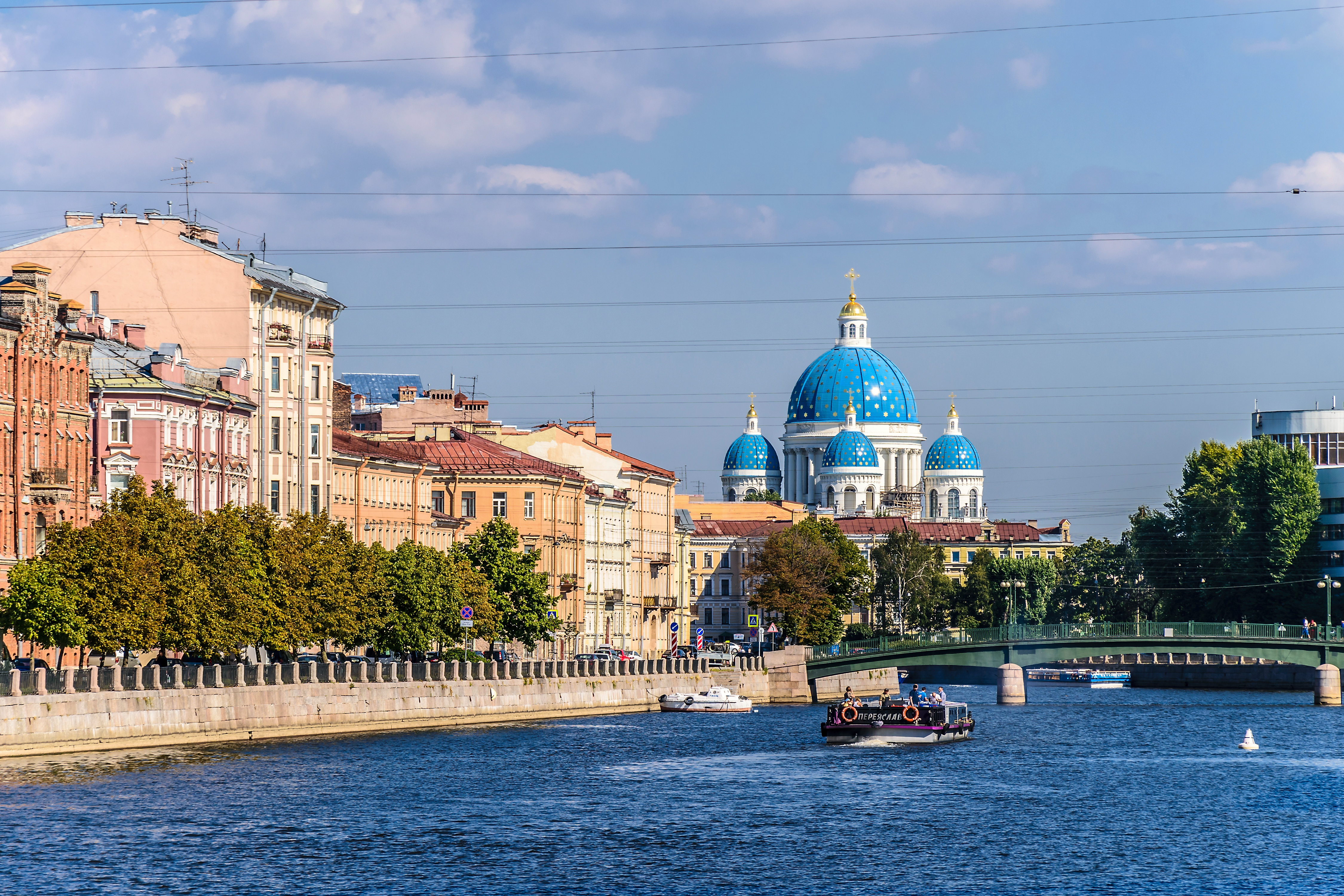
Вид со стороны Фонтанки

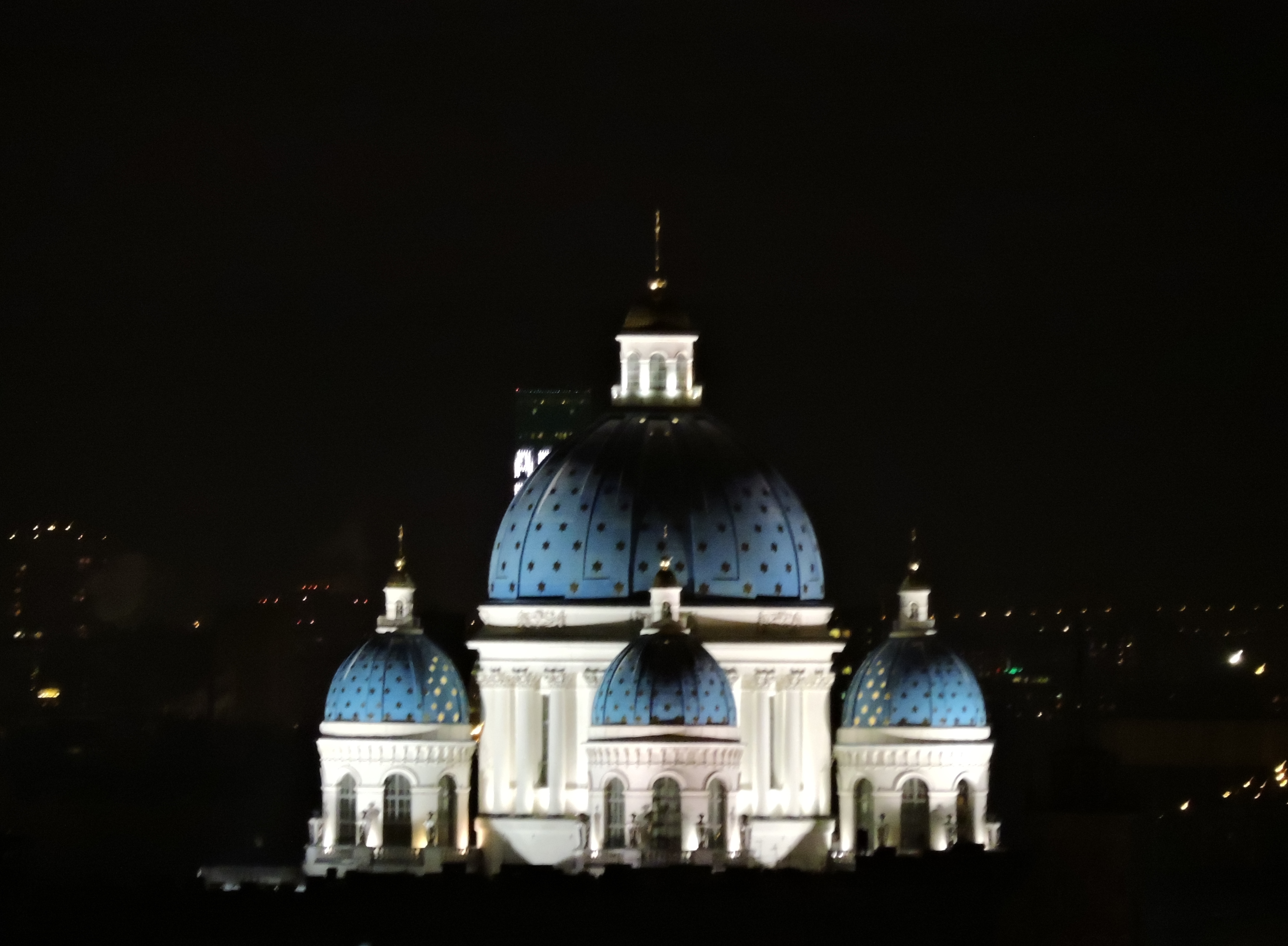
Вечерний вид с колоннады Исаакиевского собора

В дореволюционное время прихожане блюли следующие традиции:
- В престольный праздник на соборной площади происходил полковой парад с окроплением знамён святой водой;
- В праздник Спаса Нерукотворного образа на Фонтанку отправлялся крестный ход для водосвятия;
- В праздник Успения Пресвятой Богородицы крестный ход шёл по окрестным улицам;
- 12 октября (старый стиль) служилась заупокойная литургия, в которой участвовал весь полк, в память о битве при Горном Дубняке.